# Sevhil' Musajeva
Sevhil' Chajretdynivna Musajeva (in ucraino Севгіль Хайретдинівна Мусаєва?; in tataro: Sevgil Hayretdın Qızı Musaieva; Juma, 18 giugno 1987) è una giornalista ucraina, tartara della Crimea, redattrice capo della pubblicazione in internet Ukraïns'ka Pravda e promotrice della fondazione del portale web Krym_SOS (CrimeaSOS).

## Biografia
Nata il 18 giugno 1987 a Juma, vicino a Samarcanda, dove i suoi nonni furono deportati nel 1944. Quando le restrizioni contro i tartari di Crimea nell'Unione Sovietica furono abbandonate, Sevhil' è tornata con la famiglia in Crimea nel 1989 stabilendosi a Kerč'. Nel 2004-2010 ha studiato presso l'Istituto di giornalismo dell'Università di Kiev. Durante quel periodo Musajeva lavorò anche per varie agenzie di notizie economiche ed editori come Ekonomični novyny, Delo, Vlast' deneg, con un giornalismo investigativo sui rapporti degli oligarchi ucraini e sulla corruzione nell'industria del petrolio e del gas.
Da giugno 2011 ad agosto 2013 ha lavorato come corrispondente per "Forbes Ucraina" fino a quando la rivista non è stata acquistata da Serhij Kurčenko. Con l'avvio di Euromaidan, Musajeva ne è stata l'attivista creando un'inchiesta per il progetto Hubs su Facebook. Nel febbraio 2014, ha lanciato Hubs come portale web separato di notizie economiche, diventandone il caporedattore. Dopo l'annessione della Crimea alla Federazione Russa, è diventata anche una delle fondatrici del progetto Internet Krym_SOS (CrimeaSOS), insieme a Tamila Taševa, Alim Alijev e Iryna Dassenko; obiettivo: denunciare l'illegalità dell'occupazione della Crimea e le politiche repressive della Federazione Russa e a tutelare i diritti e gli interessi degli sfollati interni. [1] Dall'ottobre 2014 Musajeva è caporedattore di Ukraïns'ka Pravda.
Nel 2016, Sevhil' è stata nominata nel premio Top 30 under 30 dal Kyiv Post.
È una delle 100 persone più influenti del 2022 secondo la rivista Time.
Insieme ad Alim Aliyev ha scritto un libro con interviste a Mustafa Džemilijev.